# 迈克尔·布洛姆奎斯特
迈克尔·布洛姆奎斯特（英語：Michael Blomquist，1981年8月14日—），美国前男子赛艇运动员。他曾代表美国参加2005年世界赛艇锦标赛，获得男子八人单桨有舵手金牌。